# Begampur
Begampur là một thị trấn thống kê (census town) của quận Hugli thuộc bang Tây Bengal, Ấn Độ.

## Địa lý
Begampur có vị trí 22°44′B 88°14′Đ / 22,74°B 88,24°Đ Nó có độ cao trung bình là 15 mét (49 foot).

## Nhân khẩu
Theo điều tra dân số năm 2001 của Ấn Độ, Begampur có dân số 9545 người. Phái nam chiếm 51% tổng số dân và phái nữ chiếm 49%. Begampur có tỷ lệ 75% biết đọc biết viết, cao hơn tỷ lệ trung bình toàn quốc là 59,5%: tỷ lệ cho phái nam là 78%, và tỷ lệ cho phái nữ là 72%. Tại Begampur, 9% dân số nhỏ hơn 6 tuổi.